# تیزاک
تیزاک (انگلیسی: Tizak, Afghanistan) یک روستا در کشور افغانستان است.